# Агатонас Јаковидис
Агатонас Јаковидис (грч. Αγάθωνας Ιακωβίδης, Евангелисмос, 1955 — Солун, 2020) био је грчки певач народне музике ребетико стила.
Заједно са музичком групом Коза мостра био је део Грчке делегације на Песми Евровизије 2013. у Малмеу (Шведска) са песмом Alcohol Is Free, на којој је ова земља заузела 6. место у финалу.

## Биографија
Јаковидис је рођен у сеоцету Евангелисмос недалеко од Солуна 1955. од родитеља избеглих из Мале Азије. Професионално је почео да се бави народном грчком музиком 1973, а први албум објавио је 1977. године.

## Дискографија
| Година | Албум                                                   | Превод                              |
| ------ | ------------------------------------------------------- | ----------------------------------- |
| 1977.  | Ρεμπέτικο Συγκρότημα Θεσσαλονίκης                       | „Ребетико сигротима Тесалоникис“    |
| 1983.  | Ρεμπέτικο Συγκρότημα Θεσσαλονίκης Νο 2                  | „Ребетико сигротима Тесалоникис“ №2 |
| 1985.  | Κάθε βραδάκι μια φωτιά                                  | Ватра сваке вечери                  |
| 1989.  | Με στόχο την καρδούλα σου                               | За твоје срце                       |
| 1994.  | Τα μπελεντέρια: σπάνια ρεμπέτικα σε νέα ηχογράφηση      | Стари ребетико у новом аранжману    |
| 1996.  | Του τεκέ και της ταβέρνας                               |                                     |
| 1998.  | Αγάθωνας: την είδα απόψε λαϊκά / συμμετέχει η Γλυκερία  |                                     |
| 1999.  | Ρεμπέτικα ντουέτα: Γκολές-Αγάθωνας, 18 σπάνια ρεμπέτικα | Ребетико дуети                      |
| 2000.  | Κώστας Σκαρβέλης: από την Πόλη στον Πειραιά             |                                     |
| 2001.  | Τα ρεμπέτικα της εργατιάς: Αγάθωνας- Γκολές             |                                     |
| 2002.  | Δημώδη Άσματα                                           | Народне песме                       |